# Cosmorhoe siderifera
Cosmorhoe siderifera är en fjärilsart som beskrevs av Moore 1888. Cosmorhoe siderifera ingår i släktet Cosmorhoe och familjen mätare. Inga underarter finns listade i Catalogue of Life.